# Einar Oterdahl
Philip Einar Oterdahl, född 25 februari 1888 i Uddevalla, död 20 juni 1953 i Lund, var en svensk brandchef och idrottsledare. Han var son till Philip Oterdahl och bror till Jeanna Oterdahl.
Efter studentexamen i Göteborg 1907 och reservofficersexamen 1909 blev Oterdahl gymnastikdirektör 1911. Han blev underlöjtnant vid Göta artilleriregemente 1909, löjtnant 1915 och kapten 1926, i reserven. Han var lärare i gymnastik och idrott vid Lundsbergs skola 1911–1914, vikarierande gymnastiklärare i Lund 1914–1917, ordinarie gymnastiklärare vid Katedralskolan där från 1918. Han var även tf. fäktmästare vid Lunds universitet 1915–1922 och brandchef i Lund 1922–1953. 
Oterdahl var ledare för Sveriges manliga elitgymnasttrupp vid Olympiska sommarspelen 1936 (i Berlin), i Storbritannien 1938 och vid Lingiaden i Stockholm 1939. Han var ledamot av styrelserna för ett flertal gymnastik- och idrottsförbund och -föreningar.
Einar Oterdahl är gravsatt på Norra kyrkogården i Lund.